# DN12B
De DN12B (Drum Național 12B of Nationale weg 12B) is een weg in Roemenië. Hij loopt van Târgu Ocna naar Slănic-Moldova. De weg is 18 kilometer lang. 